# Nanase Aikawa
Misaki Saeki (japonês: 佐伯 美咲, Hepburn: Saeki Misaki, Osaka, 16 de fevereiro de 1975) mais conhecida pelo nome artístico Nanase Aikawa (japonês: 相川 七瀬, Hepburn: Aikawa Nanase) é uma cantora e compositora japonesa. Ela tem muitas canções suaves, como Dandelion e The Last Quarter, mas boa parte de sua coleção (em particular, de suas canções mais populares) pertence claramente à categoria do rock. Ela publica suas músicas sob o selo Motorod, uma divisão da Avex Group.

## Biografia

### Carreira
A infância da cantora Nanase Aikawa, cujo nome significa sete mares, é digna de um filme. Seus pais se divorciaram quando ela ainda era muito nova, o que a afetou significativamente, levando-a a transformar-se um pouco em uma garota problemática. Nanase já foi atendente de posto de gasolina, membro de gangue, além de ter abandonado o colegial. Com 15 anos participou de um concurso de cantores e perdeu. Mas este concurso chamou a atenção do "olheiro"/produtor Tetsuro Oda. O tempo passou e ele viajou para Osaka especialmente para contratar Aikawa, ela recusou, mas guardou seu cartão.
Mais tarde, ela mudou de ideia, contactou Oda e mudou-se para Tóquio com dezenove anos, e começou a ser treinada por ele, o treinamento durou 5 anos e pouco se sabe sobre esse tempo.
O estilo musical de Aikawa tende ao pop-rock, porém é bem diversificado, algumas músicas possuem batidas de techno, outras são baladas, como "Crying" e "Sakurasaku", outras além, são bastante dançantes como  "China Rose" e "Midnight blue", estilos todos laçados com viciantes linhas de guitarra. "SEVEN SEAS" é uma formidável música dentro de seu estilo mais rock.
O visual de Aikawa variou bastante ao longo de sua carreira, de morena a loira, depois ruiva e tudo novamente. Seu rosto bonito combinado a sua voz rouca e aguda, fez com que seus fãs a chamassem desde "Rainha do rock" a "Deusa do rock".
Aikawa possui grandes estrelas do rock do Japão e do exterior em sua "corte", como o ex-guitarrista da banda Megadeth Marty Friedman e o baixista Nitchin (Natin do Siam Shade) que se juntaram à sua banda.
Enfim, Nana-chan como é conhecida pelos mais íntimos; será mãe pela segunda vez e diz que não deixará a carreira musical.

### Vida pessoal
Aikawa Nanase se casou em seu vigésimo sexto aniversário, 16 de Fevereiro de 2001 e seu primeiro filho, um menino, nasceu em 6 de setembro de 2001. Aikawa teve seu segundo filho 9 de Setembro de 2007.
Aikawa é uma boa amiga (como declarou em uma entrevista), da Yumi de PUFFY

## Dicografia
Álbuns de estúdio
- 1996: Red
- 1997: ParaDOX
- 1998: Crimson
- 2000: Foxtrot
- 2001: Purana
- 2004: 7 seven
- 2009: Reborn
- 2011: Gossip (como Rockstar Steady)
- 2013: Konjiki (今事紀)
- 2016: Now or Never

Best álbuns
- 1999: ID
- 2003: ID:2
- 2007: COMPLETE BEST Aikawa Nanase (COMPLETE BEST 相川七瀬)
- 2010: ROCK or DIE
- 2014: A-Rock Nation -NANASE AIKAWA ORIGINALS- (Digital)

Cover álbuns
- 2015: Treasure Box -Tetsuro Oda Songs-

Mini álbuns
- 2001: The Last Quarter
- 2005: First Quarter
- 2005: R.U.O.K.?!

Vinils
- 1998: BAD GIRLS / Bye Bye. REMIXED BY CMJK (BAD GIRLS / バイバイ。)

## Tema musical
- "No Future" - Zoids: New Century Zero (tema de abertura)
- "Owarinai Yume" - InuYasha (terceiro tema de abertura)
- "Unlimited" - Samurai 7 (tema de abertura)
- "Round ZERO ~ BLADE BRAVE" - Kamen Rider Blade (primeiro tema de abertura)
- "EVERYBODY GOES" - Madan Senki Ryukendo (tema de encerramento)
- "Love Terrorist" - Heavy Metal Thunder (OST)
- "Circle of Life" with Crimson-FANG - Kamen Rider Kiva: King of the Castle in the Demon World (musica tema)
- "Yumemiru.." - K-tai Investigator 7 (terceiro tema de encerramento).

## Videografia
- 1997: Reflex (coleção de clipes)
- 1997: Live Emotion Concert Tour '97
- 1999: radioactive (coleção de clipes)
- 2000: Live Emotion 2000 "FOXTROT"
- 2001: chain reaction
- 2002: Reflex + radioactive (coleção de clipes)
- 2002: BEST CLIPS (coleção de clipes)
- 2004: Live Emotion 2004 "7 seven"
- 2006: 7.7.7. LIVE AT SHIBUYA AX
- 2010: Aikawa Nanase Live Emotion 999
- 2014: NANASE'S DAY 2014
- 2016: Taiyou to Tsuki -NANASE'S DAY 2015 & MOON DANCE-